# Almindelig krøltuemos
Almindelig krøltuemos (Dicranoweisia cirrata) er et mos, der findes hist og her i Danmark på sten, træ og stråtage.
Mosset vokser i puder på f.eks. barken af el. Bladene er lancetformede, i tør tilstand krusede. Bladranden er mere eller mindre tilbagebøjet. Sporehuse er almindelige og bæres af en cirka 1 cm lang, gullig seta. De blegbrune sporehuse er oprette, cylindriske og glatte. De modner om foråret.